# 翟永浡
翟永浡（1930年—2023年5月13日），中华人民共和国政治人物，曾任济南市人民政府市长，山东省政协副主席，第七届全国人大代表。